# Parlamentswahl in Ghana 1969
Die Parlamentswahl in Ghana 1969 fand am 29. August statt. Die Zahl der Wähler wird in Schätzungen mit ca. 2.360.000 angegeben. Insgesamt wurden bei diesen Wahlen 140 Sitze vergeben. Sieger dieser Wahl wurde die Progress Party des späteren Premierministers Kofi Abrefa Busia.
| Parteien und Koalitionen      | Stimmen | %      | Sitze |
| ----------------------------- | ------- | ------ | ----- |
| Progress Party                |         | 58,7 % | 105   |
| National Alliance of Liberals |         | 30,4 % | 29    |
| United Nationalist Party      |         | 3,8 %  | 2     |
| People’s Action Party         |         | 3,4 %  | 2     |
| All People’s Republican Party |         | 1,8 %  | 1     |
| Sonstige                      |         | 1,8 %  | 1     |
| Total                         |         |        | 140   |
| Quelle:                       |         |        |       |